# Barry Allen (Universo Arrow)
Bartholomew (Barry) Henry Allen, também conhecido por seu alter ego Flash, é um personagem fictício da franquia do Universo Arrow da The CW, apresentado pela primeira vez no episódio "The Scientist" de 2013 da série de televisão Arrow, e posteriormente estrelando The Flash. O personagem é baseado no personagem DC Comics de mesmo nome, criado por Robert Kanigher e Carmine Infantino e foi adaptado para a televisão em 2013 por Greg Berlanti, Andrew Kreisberg e Geoff Johns. Barry Allen tem sido continuamente retratado por Grant Gustin, com Logan Williams e Liam Hughes retratando versões mais jovens.
Na série, Barry é retratado como um personagem esperto, pateta e atrasado, que trabalha no Departamento de Polícia de Central City como investigador da cena do crime. Quando era mais jovem, ele testemunhou o assassinato de sua mãe pelo Flash Reverso, que resultou na falsa prisão de seu pai pelo crime. Mais tarde, enquanto trabalhava no Departamento de Polícia da Cidade Central, ele é atingido por um raio causado pela explosão do acelerador de partículas dos laboratórios S.T.A.R., o que o levou a um coma de nove meses. Depois de acordar, ele se encontra nos laboratórios S.T.A.R. e desenvolve poderes metahumanos; o poder da velocidade e ele se tornou amigo de Cisco Ramon e Caitlin Snow. Ao longo da série, ele está constantemente se treinando para controlar, aprimorar e usar seus poderes, junto com a ajuda de sua equipe, para lutar contra criminosos e outros meta-humanos que usaram seus poderes de maneira indevida. Ele é amigo e aliado frequente do arqueiro vigilante de Star City, Arqueiro Verde, e da super-heroína Kryptoniana, Supergirl, do universo paralelo da Terra-38.
Gustin apareceu como Barry Allen e sua persona de super-herói em crossovers na série de televisão Arrow, Legends of Tomorrow, Supergirl e na websérie animada Vixen, todos ambientados no Universo Arrow. O personagem também apareceu em uma série de quadrinhos digital. Gustin ganhou um prêmio IGN por seu desempenho.

## Enredos

### Arrow
Barry Allen viaja para Star City para investigar um crime relacionado a sobre-humanos, na esperança de que esteja relacionado ao assassinato de sua mãe e para encontrar seu ídolo vigilante, O Arqueiro (Oliver Queen). Ele ajuda Oliver e sua equipe a descobrir o enredo Mirakuru orquestrado por Slade Wilson. Depois de retornar à Central City, ele é atingido por um raio que o coloca em coma de nove meses e se torna o Flash.
Na terceira temporada, Barry, como o Flash, e sua própria equipe ajudam o Time Arrow contra um ex-agente da ASIS, Digger Harkness (apelidado por Cisco como "Capitão Boomerang"), que empunha bumerangues letais. Mais tarde, ele auxilia o Time Arrow em sua fuga do cativeiro em Nanda Parbat.
Na sétima temporada, Allen é entrevistado para o documentário Arqueiro Esmeralda visto no episódio de mesmo nome devido a sua amizade com Oliver Queen e sua família ser conhecida publicamente, mas nega saber que Queen é o Arqueiro Verde.

### The Flash

#### 1.ª temporada
A primeira aparição de Barry Allen em The Flash foi no episódio "Pilot". Barry é apresentado como um personagem bastante pateta e gentil, que é bastante brilhante em seu trabalho como investigador de cena de crime para o Departamento de Polícia de Central City. Sua obsessão pelo acelerador de partículas e o interesse por Harrison Wells começaram antes de suas habilidades sobre-humanas. Após a explosão que consequentemente levou Barry a ser atingido por um raio, ele acorda e descobre que desenvolveu habilidades meta-humanas, em particular o poder da velocidade. Esta temporada retrata o desenvolvimento de Barry em seus superpoderes, ele tem seus contratempos no início, em "Fastest Man Alive" ele começa a desmaiar, que só descobre depois que é porque seu corpo está queimando mais energia do que ele poderia ingerir. Ao longo do episódio, o personagem de Barry se desenvolve e ele consegue controlar melhor seus poderes por meio de treinamento nos laboratórios S.T.A.R, com sua equipe: Caitlin Snow, Cisco Ramon e Harrison Wells. O relacionamento outrora platônico de Barry (pelo menos para Iris West) com Iris se complica depois do episódio "The Man in the Yellow Suit", quando Barry confessa seu amor por ela. No episódio "Crazy for You", no entanto, Barry começa um relacionamento com Linda Park, que no episódio seguinte suspeita que Barry ainda está apaixonado por Iris West. Ao longo da segunda metade da temporada, Barry começa a suspeitar e descobre que Wells é na verdade o homem de terno amarelo que matou sua mãe, também conhecido por seu verdadeiro nome Eobard Thawne, que vinha manipulando eventos desde aquela noite para transforme Barry no Flash em um esforço para aproveitar sua velocidade e retornar ao futuro. Eobard finalmente falha e é apagado de sua existência por seu ancestral distante, Eddie Thawne, quando Eddie se mata. Isso proporciona um esforço para permitir que Barry viaje ao passado e salve sua mãe. No entanto, isso resulta em uma abertura de singularidade acima de Central City, que Barry precisa parar.

#### 2.ª temporada
A segunda temporada apresenta um novo vilão, Hunter Zolomon, que é da Terra-2 e é o inimigo do Flash da Terra-2, Jay Garrick. Jay se torna um mentor importante para Barry, mas na verdade, ele é Hunter Zolomon / Zoom, um assassino malvado que fez uso indevido de uma droga que o tornou terminal, o que significava que sua única chance de sobreviver e recuperar a velocidade era se tornar amigo de Barry e roubar seu velocidade. Ambos os lados de Hunter Zolomon tiveram um grande impacto no personagem de Barry, Garrick, um mentor mais velho e experiente e Zoom, o vilão que o fez escolher entre sua velocidade e a vida de Wally West. Este foi um verdadeiro teste de caráter para Barry e mostrou que seus poderes não mudaram a pessoa de bom coração que ele era. Esta temporada contou com químicas diferentes e familiares, Barry começa a namorar Patty Spivot, mas depois de sua partida, Barry voltou ao velho amor. Iris retribui os sentimentos de Barry por ela. Barry também viaja acidentalmente para a Terra-38 e conhece sua heroína  Kara Zor-El / Supergirl, com quem ele ajuda contra seus próprios vilões e amigos. Após a morte de seu pai Henry pelas mãos de Zoom e após a subsequente derrota de Zoom por Barry ao tentar destruir todas as terras do multiverso, excluindo a Terra-1 com um magna-alcatrão, Barry decide alterar a história por luto e, consequentemente, mudando a história do amor de Iris para ele, bem como para a vida de todos os seus amigos.

#### 3.ª temporada
A terceira temporada começa com uma nova realidade identificada como Ponto de Ignição, nesta realidade, a mãe de Barry não foi assassinada já que Barry havia voltado no tempo para salvá-la. Nesta temporada, o personagem de Barry se depara com um dilema moral vital, ele tem que escolher entre salvar seus amigos que não estão indo tão bem nesta realidade ou continuar vivendo nesta linha do tempo onde seus pais estão vivos. Ele opta por pedir a Eobard Thawne para voltar e assassinar sua mãe novamente na esperança de restaurar sua linha do tempo original. Uma nova realidade é criada novamente devido às mudanças de Barry na história e na linha do tempo, o que resultou na morte do irmão de Cisco, aparentemente Caitlin ganhando poderes de gelo (embora seja revelado mais tarde um ano depois que isso não foi resultado do Ponto de Ignição), John Diggle / Espartano do Time Arrow tendo um filho em vez de uma filha, e o ex-rival de Barry no CCPD se tornou o arruinado investigador particular Ralph Dibny que não morreu durante a explosão do acelerador de partículas. A equipe inicialmente desconfia de Barry por essas mudanças, mas o perdoa depois que eles têm que se unir para lutar contra Savitar, que é revelado ser um remanescente maligno de Barry do futuro que foi libertado de uma prisão de força rápida que Barry criou com o Ponto de Ignição e estava destinado a matar Iris na frente de Barry, o que levaria Barry a criar remanescente de tempo para lutar contra Savitar e, inadvertidamente, criá-lo. Durante uma batalha final depois de ter seu plano frustrado pelo sacrifício de H.R. Wells da Terra-19, Savitar tenta se unir ao longo da história para garantir sua sobrevivência, embora esse plano seja frustrado também e depois de ser derrotado em combate com Jay Garrick, Time Flash e Cigana e tendo sua armadura destruída por Barry, ele é baleado e morto por Iris. A temporada termina com Barry se sacrificando e se colocando na prisão da força de aceleração para impedir que uma tempestade da força de aceleração destrua Central City, uma vez que se torna instável sem um prisioneiro.

#### 4.ª temporada
O Time Flash resgata Barry da prisão da força de aceleração e Barry recebe um novo traje. Barry e Iris participam de terapia de casais na tentativa de consertar seu relacionamento. Barry, junto com Oliver, Kara, as Lendas e cada uma de suas respectivas equipes repelem uma invasão nazista da Terra-X liderada por Thawne (que havia retornado dos mortos devido a ser um paradoxo do tempo vivo), e tanto Oliver quanto o doppelgänger do mal de Kara depois que eles atacam durante o casamento de Barry e Iris, embora a invasão resulte na morte de um membro da equipe das Lendas e velho amigo de Barry, Martin Stein / Nuclear. Após a invasão, os casais Barry e Iris junto com Oliver e Felicity se casam lado a lado por Diggle. Barry e Caitlin, agora usando o codinome “Nevasca”, são sequestrados por duas pessoas diferentes e a equipe tem que escolher quem salvar. Barry finalmente escapa e a equipe é vista celebrando na Casa dos West. Barry, no entanto, é então acusado e preso pelo assassinato de Clifford DeVoe / Pensador, ele é então considerado culpado pelo júri e condenado à prisão perpétua. Barry e Iris estão juntos novamente, mas Barry ainda está na prisão. Barry é libertado da prisão após seu novo companheiro de equipe e amigo, assim como o meta-humano Ralph Dibny / Homem Elástico, se transformar em DeVoe e apelar do caso de Barry. Ao longo da temporada, Barry e o Time Flash vacilam consistentemente tentando impedir DeVoe de matar 12 "Metas do Ônibus" que foram criados quando Barry foi liberado da força de aceleração e quase perdeu Ralph também, mas finalmente derrotou DeVoe entrando em seu mente e trazendo a consciência de Ralph (de quem o corpo de DeVoe estava atualmente habitando) consciência. Antes da morte de DeVoe, ele ativa um botão de desligar nos laboratórios S.T.A.R., que causa o enorme satélite que ele estava usando para tentar redefinir todos os cérebros do mundo despencar na terra e causar um evento de nível de extinção, mas é destruído por Barry e um misterioso velocista juntos. A temporada termina quando Barry e Iris descobrem que a misteriosa velocista que apareceu ao longo da série é, na verdade, sua filha do futuro.

#### 5.ª temporada
O Time Flash é apresentado à filha de Barry e Iris, Nora West-Allen. Barry aprende com Nora que no futuro ele não retornou após uma Crise Universal em 2024 e ela só conheceu Iris. Barry é apresentado a um novo vilão, Cicada, que é um assassino meta humano em série. No entanto, em uma tentativa de derrotar Cicada em “What's Past Is Prologue”, Barry e Nora viajam de volta no tempo e Nora descobre que Eobard Thawne matou sua avó. Também é revelado no final do episódio que Nora trabalha com Thawne e ele a mandou de volta no tempo para encontrar seu pai. Barry e Oliver acordam um dia para descobrir que trocaram de vida com Oliver como o Flash e Barry como o Arqueiro Verde. Eles recrutam Kara para ajudar a descobrir a mudança de realidade e depois de derrotar um super andróide conhecido como A.M.A.Z.O. com a ajuda do primo de Kara, Clark Kent / Superman, eles percebem com a ajuda dos poderes de vibração de Cisco que a realidade está sendo manipulada por um médico insano no Asilo Arkham em Gotham City chamado Dr. John Deegan e um estranho indivíduo divino conhecido como Mar-Novu / Monitor. Depois de confrontar Deegan em Arkham e parar uma fuga da prisão com a ajuda da nova aliada Kate Kane / Batwoman e obter informações adicionais de Barry Allen / Flash da recentemente dizimada Terra-90, Deegan muda a realidade novamente tornando-se um Superman malvado, mas uma combinação esforço de Barry, Oliver e Kara o derrota e restaura a realidade de volta ao normal, embora Barry e Oliver sejam avisados de uma crise iminente por Novu e sua dizimação das Terras no multiverso como a Terra-90 foi para preparar a todos e ver quem é digno para combater a crise. Mais tarde, Barry e Iris eventualmente descobrem o alinhamento de sua futura filha com o Flash Reverso através de um dos doppelgängers do universo paralelo de Harrison Wells, a descoberta de Harrison "Sherloque" Wells; eles se sentem traídos por Nora e Barry amargamente aprisionou sua filha antes de mandá-la para casa agora sabendo que não pode confiar nela. Ele também está feliz em ver que Thawne está cumprindo pena de morte por seus crimes no futuro. Depois de dar a Dwyer uma cura meta-humana que Cisco e Caitlin formularam por sua própria vontade, uma versão futura de sua sobrinha, Grace Gibbons, que agora está usando o manto da cigarra e é muito mais poderosa do que Dwyer e mais psicótico chega e começa a dar Team Novos problemas vislumbrados (incluindo assassinar Dwyer quando ele tenta convencê-la a sair de seu caminho, bem como o médico que está esquecendo seu eu atual em coma). Isso os distrai do Flash reverso e de seu plano de fuga secreto, no entanto, que está detido na prisão Iron Heights e está no corredor da morte por seus crimes. A adaga da cigarra no futuro é o item que o mantém na prisão, e se for removida no passado, ele pode escapar livremente. A adaga da Cicada tem uma capacidade de amortecimento de energia. Ele convence Nora durante todas aquelas vezes em que ela vem procurá-lo para tentar se livrar da adaga para que ele escape. Eventualmente Nora acorda além de Grace e dá a ela a cura por sua própria vontade, embora isso não conserte nada e em um esforço desesperado para salvar Nora da Cicada II sabendo do resultado inevitável de suas ações, Barry destrói a adaga e apaga a futura Grace da existência e, por sua vez, libera Eobard de sua prisão e execução no futuro, para a qual Barry e Nora vão rapidamente para confrontá-lo. Depois de uma longa luta entre Eobard e Time Flash, na qual ele é derrotado pelo esforço combinado de cada membro, ele escapa após Nora começar a desaparecer devido à enorme mudança na linha do tempo que Barry causou ao destruir a adaga. Barry tenta salvar Nora, mas ela se recusa devido a estar conectada com a força de aceleração negativa sob a manipulação adequada de Thawne e por não querer se tornar como ele depois de ver os efeitos que isso tem em sua raiva, forçando Barry e Iris a permitir que Nora apague da existência em seus braços e deixá-los devastados. Os dois mais tarde veem uma mensagem deixada para eles por Nora no caso de sua morte, afirmando que ela não mudaria nada em sua jornada e para que eles não chorassem por ela. Sem saber para todos, a mudança na linha do tempo faz com que a Crise de 2024 que Mar Novu (Monitor) mencionou anteriormente e foi vista em um artigo de jornal do futuro no cofre do tempo desde que o piloto mudou drasticamente, resultando na mudança da data até dezembro de 2019.

#### 6.ª temporada
Momentos após o apagamento de Nora da linha do tempo, a mensagem de seu pai do futuro também é apagada. O Monitor informa Barry e Iris que o Flash deve morrer na crise que se aproxima. Enquanto Barry se prepara para o time com um mundo sem ele, ele tenta viajar para o futuro para ver a Crise após sua morte aparente, mas uma barreira anti-matéria o impede de fazer isso. Isso o leva a buscar a ajuda de Jay e sua esposa Joan Williams, uma cópia da mãe de Barry. Para contornar a barreira, Jay usa uma máquina que ele construiu para usar em Barry, que vê bilhões de futuros possíveis, onde ele se vê desaparecer. Depois, Barry fica enfraquecido. Enquanto isso, o cientista e metahumano Ramsey Rosso descobre que suas habilidades permitem que ele traga os mortos de volta à vida, embora em vez de voltarem como humanos, eles voltem como zumbis. Quando Ralph segue uma pista para uma pessoa de interesse - Sue Dearbon em Midway City, Barry pede para acompanhá-lo como um dos preparativos para um mundo pós-crise sem ele. Lá, os dois vão disfarçados em uma gala criminosa onde Barry descobre que o anfitrião, Remington Meister, se aliou com a assassina metahumana Esperanza Garcia, também conhecida como Ultravioleta. Depois de derrotar Meister, Esperanza escapa e Barry e Ralph voltam para Central City, onde naquela noite, Russo ataca e infecta Ralph com seu sangue. Após uma breve batalha, Cisco e Caitlin resgatam Ralph e o trazem de volta para os Laboratórios S.T.A.R. onde Barry lhe dá uma transfusão de sangue para salvá-lo. No entanto, um traço do sangue de Russo entra no de Barry. A Força de Velocidade, na forma da mãe de Barry, Nora, informa Barry que ele está infectado pelo sangue de Russo, o que permite que Russo tenha acesso à mente de Barry. Eventualmente, Cisco e Caitlin ressuscitam Barry, embora o sangue de Russo consiga dominar a consciência de Barry, bem como conquistar a cidade usando seu sangue. O Time Flash atrai Barry de volta ao laboratório, onde usa uma combinação do acelerador de partículas e as habilidades metahumanas de Allegra Garcia para trazer Barry de volta. A equipe então subverte o plano de Russo. Com seu plano frustrado, Barry usa um holograma da mãe de Russo para fazê-lo se render e é preso na A.R.G.U.S. minutos antes do início da crise, a equipe passa seu último momento enquanto o céu vermelho paira sobre Central City. Durante a crise, Barry é recrutado por Lyla Michaels, agora uma "Precursora do que está por vir", para a Terra-38 entre outros heróis, para evacuar o mundo. Depois que a Terra-38 é apagada por uma onda de antimatéria, ele é detectado como um Paragon, um dos guerreiros profetizados que salvará o multiverso do Anti-Monitor. O destino de Barry durante a crise é alterado pela intervenção do Flash da Terra-90 (que é outro doppelganger do pai de Barry), que se sacrifica no lugar de Barry. O Anti-Monitor finalmente apaga o resto do multiverso e prossegue com seu esquema para substituí-lo por seu universo de antimatéria. Pouco antes de os heróis do Waverider serem apagados, Pária envia os sete Paragons para o Ponto de Fuga. Lá, os Paragons não conseguem encontrar uma saída até que Oliver, agora conhecido como o Spectre, libera todo o potencial de Barry para ajudar a escapar dos Paragons. Mais tarde, os Paragons viajam para o amanhecer dos tempos, onde eles têm sua batalha contra o Anti-Monitor, que é derrotado quando Oliver se sacrifica. Após o sacrifício de Oliver, um novo mundo apelidado de "Terra-Prime" é criado e Barry lidera um novo grupo de heróis em memória de Oliver.

## Desenvolvimento do personagem

### Traje
O traje de Barry é alterado e atualizado a cada temporada. O traje é projetado por Cisco Ramon e seu design original foi concebido como um uniforme para bombeiros. O traje era uma versão modernizada do traje flash tradicional com um capacete marrom escuro combinando, que apresenta o mesmo emblema marrom e símbolo de relâmpago dourado do traje. O traje da segunda temporada fez pequenas alterações no traje, a alteração sendo a cor de fundo do emblema agora é branco com um símbolo de relâmpago dourado que é mais fiel aos quadrinhos. Além da alteração do emblema na segunda temporada, parece haver apenas pequenas mudanças feitas ao longo das três temporadas. O traje na quarta temporada parece ser um vermelho mais brilhante, com estofamento de couro adicionado e detalhes dourados. A quinta temporada trouxe uma das mudanças mais significativas, que é a retirada da faixa do queixo e troca do tecido mais macio para o look corporal, criado por Ryan Choi, futuramente. O traje da sexta temporada é bastante semelhante ao da quinta temporada, embora agora com debrum de ouro ao longo do torso e um capuz totalmente novo que apresenta o retorno da tira de queixo.

### Relacionamentos

#### Iris West
O relacionamento de Barry e Iris tem sido frequentemente comparado ao de Superman e Lois Lane, ela é apresentada como seu único amor verdadeiro. Barry e Iris eram amigos íntimos desde que tinham 10 anos de idade, essa amizade aumenta depois que a mãe de Barry é assassinada e Barry é levado por Joe West (pai de Iris). É revelado na primeira temporada que Barry está apaixonado por Iris, enquanto Iris ainda o vê mais como um irmão. Mais tarde, é mostrado que um artigo de jornal foi escrito por Iris West-Allen em 2024, indicando assim seu futuro romance e casamento. O relacionamento de Iris e Barry muda devido a alterações na linha do tempo quando Barry viaja no tempo, no entanto, o amor deles parece sempre prevalecer e eles acabam se casando, Barry diz em seus votos de casamento "É você. Você sempre esteve lá, como um amigo , como um parceiro, como o amor da minha vida. Você é minha casa, Iris, e isso é uma coisa que nunca vai mudar." O final da quarta temporada revela que, em uma linha do tempo, Iris e Barry terão uma filha chamada Nora no futuro.

#### Linda Park
Barry sai com Linda Park brevemente na primeira temporada, que é amiga e colega de Iris West do Central City Picture News. O relacionamento deles morre lentamente quando ela suspeita que ele ainda está apaixonado por Iris, eles eventualmente se separam e decidem que são melhores como amigos.

#### Patty Spivot
Barry e Patty Spivot começam a namorar na segunda temporada, ela era muito parecida com Barry com sua personalidade peculiar e passado triste, que os levou a dedicar suas vidas e carreiras para vingar e buscar a verdade sobre seus pais. Patty tomou a decisão de terminar o relacionamento porque Barry a estava afastando emocionalmente, e ela precisava frequentar a Midway City University e estudar para se tornar uma agente CSI, o que significava que ela tinha que deixar Central City e, consequentemente, ele. Antes de partir, ela teve um último caso com Barry, no qual ela diz a Barry "Eu sei que você está chateado, mas eu esperava que não fosse assim entre nós".

## Outras versões

### Versões de outras Terras
- Barry Allen da Terra-2 (também interpretado por Gustin) é um não-meta-humano que é um CSI no Departamento de Polícia de Central City e um PhD graduado, casado com Iris, mas desprezado por Joe.[28]
- Blitzkrieg da Terra-X, visto em Freedom Fighters: The Ray foi originalmente confirmado por Marc Guggenheim em uma entrevista como sendo o Barry Allen da Terra. No entanto, muitos dos conceitos para a Terra-X mudaram desde a entrevista e o a produção da série animada começou e, como tal, não está claro se esta informação ainda é precisa. Ele é dublado por Scott Whyte e é um amálgama do Barão Blitzkrieg, Baronesa Blitzkrieg, Blitzen e Nazi Flash.
- Barry Allen da Terra-90 é interpretado por John Wesley Shipp.[29]
- Barry Allen de Ezra Miller, de uma Terra desconhecida, encontrou Barry da Terra-1 na Força de Aceleração durante "Crise nas Infinitas Terras".

### Savitar
Gustin também interpreta Savitar (dublado por Tobin Bell em seu traje futurista que é interpretado pelo dublê Andre Tricoteux), uma versão futura do mal e cheia de cicatrizes de seu personagem que é o principal antagonista da terceira temporada. Savitar é essencialmente Barry sem entes queridos e abraçando seu lado negro. As origens de Savitar são um paradoxo da predestinação; ele é uma duplicata temporal do eu futuro do Flash usando a viagem no tempo para derrotar Savitar. Embora Savitar seja finalmente derrotado, o tempo remanescente é poupado, mas evitado pelo resto de seus amigos e família por ser uma aberração. Como resultado, ele volta no tempo para colocar em movimento os eventos que levaram à sua própria criação, incluindo a morte de Iris. A presença de Savitar é "cronologicamente" o primeiro metahumano do multiverso com velocidade. Nomeando a si mesmo após o deus hindu do movimento, ele é adorado por seu próprio culto. Mitos de longa data referenciavam Savitar em todo o multiverso, mesmo com Jay acreditando nessas histórias, e com Savitar considerado como o pior inimigo do que o Flash reverso, o Zoom e o Pensador. De sua prisão, Savitar manipula Julian Albert para adquirir a Pedra Filosofal, por meio da qual o Doutor Alquimia pode re-capacitar metahumanos da linha do tempo Flashpoint. Depois de manipular Kid Flash para libertá-lo de sua prisão, Savitar convence Nevasca a ser seu executor pessoal. Quando Savitar revela sua verdadeira identidade para Barry, isso força seu eu mais jovem a confrontar seus próprios impulsos sombrios e tentações que o atormentavam. O plano de Savitar de assassinato de Iris antes de Barry (o que levaria à sua própria criação), no entanto, é arruinado com o sacrifício de e H.R. Wells (Terra-19) por personificar Iris. Para se salvar, Savitar manipula o Vibro para se fragmentar ao longo de todo o tempo e então incita seu eu original a se entregar a impulsos sombrios como o próprio Savitar. No entanto, ambos os esforços são frustrados pelo Time Flash e Savitar é apagado da existência após ser baleado por Iris. Na quinta temporada, Savitar tem uma aparição especial quando Barry e Nora viajam no tempo para a terceira temporada e observam sua batalha final.

## Recepção
Sobre a estreia de Gustin como Barry Allen em Arrow e o potencial para uma série, Jesse Schedeen do IGN declarou sua preocupação: "Gustin não parece ser o ator principal. Seu entrelaçamento desajeitado com Felicity foi fofo, mas raramente tive a impressão que este personagem poderia ou deveria receber sua própria série secundária." Schedeen eventualmente se familiarizou com o personagem, no entanto, uma vez que a "idiotice e estranheza social" foram minimizados um pouco e a ênfase foi colocada em "sua mente científica aguçada".
Grant Gustin como Barry Allen recebeu críticas positivas de fãs e críticos, com The Flash sendo o programa mais assistido na história da The CW. Desde a estreia de The Flash, Gustin foi indicado a 20 prêmios por seu papel como Barry Allen e ganhou um total de 5 deles. Em 2015, Gustin ganhou o Teen Choice Award por "Breakout Star", no mesmo ano ele ganhou o Saturn Award por "Breakthrough Performance" e foi indicado como "Melhor Ator na Televisão". No ano seguinte, Gustin ganhou o Teen Choice Awards por "Choice TV Actor: Sci-fi / Fantasy" e em 2017 e 2018 levou para casa o Teen Choice Awards por "Choice TV Actor: Action".
Barry Allen de Gustin foi considerado o melhor Flash, em comparação com Ezra Miller, que estrelou na Liga da Justiça da Warner Bros.. De acordo com Nick Mangione do Geek.com, "No momento em que Ezra Miller fez sua breve aparição em Batman vs. Superman, já tínhamos visto o Barry Allen perfeito", ele continua dizendo "Mais do que coração, mais do que um perfeito personificação do personagem dos quadrinhos, Grant Gustin é o verdadeiro Barry Allen porque seu show o permite. Pelo menos neste ponto, o mesmo não pode ser dito de Miller e da DCEU."
Enquanto a primeira temporada recebeu um grande número de críticas positivas, as últimas temporadas receberam críticas mais mistas. Erik Kain, um colaborador sênior da Forbes, indicou que "A primeira temporada de 'The Flash' na The CW continua sendo uma das minhas temporadas favoritas de um programa de super-heróis. Afirmo que está entre as melhores já feitas, com ótimos personagens e um dos os vilões mais intrigantes da TV." Kain, no entanto, também afirma que o show foi por água abaixo e que "o Barry Allen de Miller é melhor em quase todos os aspectos do que o de Gustin, embora isso seja em grande parte porque ele não se abateu sobre o melodrama da The CW."